# PMT 항공
PMT 항공(영어: PMTair, Progress MulTi Air)은 캄보디아의 항공사로 프놈펜 국제공항을 중심으로 국내선과 국제선 여객기와 화물기를 운영하고 있다. 프로그레스 멀티트레이드 회사(Progress Multitrade Co., Ltd)가 소유하고 있으며 2003년 1월 14일 캄보디아 상무부에 항공사로 등록했다. 하지만 2007년 캄보디아 항공기 추락 사고 사건 이후 면허가 취소되었고 현재 면허를 재취득하기 위해 캄보디아 당국과 협상하고 있는 것으로 알려져 있다.

## 운항 노선
- 캄보디아
  - 씨엠립 - 씨엠립 국제공항
- 대한민국
  - 부산/김해 - 김해국제공항
  - 서울/인천 - 인천국제공항
- 베트남
  - 하노이 - 노이바이 국제공항

### 단항 노선[1]
- 파타야 - 시엠레아프
- 방콕 - 프놈펜
- 하노이 - 프놈펜
- 프놈펜 - 라타나키리 - 시엠레아프
- 시엠레아프 - 프놈펜
- 시엠레아프 - 시하누크빌

## 보유 기종
- 2008년 8월 30일 기준으로 다음과 같이 보유하고있다.
- 2대 안토노프 An-12(화물기)
- 1대 안토노프 An-24
- 2대 보잉 737-200
- 2대 맥도널 더글러스 MD-83

## 사건 및 사고
- PMT 항공 241편 추락 사고